# Robert Sierant
Robert Sierant (ur. 8 lipca 1982 w Łodzi) – polski piłkarz występujący na pozycji obrońcy lub pomocnika, wychowanek ŁKS Łódź, w barwach którego rozegrał 22 spotkania w ekstraklasie (1 gol).
Piłkarz ma w dorobku srebrny medal Mistrzostw Europy U-16 (1999) oraz złoty medal Mistrzostw Europy U-18 (2001).